# AN/SPQ-9
AN/SPQ-9 (жарг. spook nine) – американский многоцелевой радар обзора поверхности и управления оружием, используемый в системе управления артиллерийским огнём Mk-86. Обеспечивает определение двух координат цели — дальность и азимут. Способен обнаруживать низколетящие (до 600 м) воздушные цели. Обеспечивает режим сопровождения в процессе обзора (TWS).
Тестирование прототипа проводилось на опытовом корабле
AVM-1 «Нортон-Саунд». Серийные образцы установлены эсминцах типа «Спрюэнс» и кораблях других типов.

## Модификации

### AN/SPQ-9A
Базовая модель

### AN/SPQ-9B
Модификация с удвоенной дальностью обнаружения и улучшеным разрешением по дальности. Заменила модификацию AN/SPQ-9A на крейсерах типа «Тикондерога» в рамках программы 
«Модернизация крейсеров», направленной на продления срока службы действующих кораблей. Радар AN/SPQ-9B является частью системы управления артиллерийским огнём Mk-160.

## Установки на кораблях
- Эскадренные миноносцы типа «Спрюэнс»
- Эскадренные миноносцы типа «Кидд»
- Эскадренные миноносцы типа «Арли Бёрк»
- Ракетные крейсера типа «Калифорния»
- Ракетные крейсера типа «Вирджиния»
- Ракетные крейсера типа «Тикондерога»
- Универсальные десантные корабли типа «Тарава»
- Линейные корабли типа «Айова» (при реконструкции 1980-х годов)
- Авианосцы типа «Нимиц»